# 105mm houfnice M101
105mm houfnice M101 (do roku 1962 nesoucí označení M2A1) byla americká polní houfnice z období druhé světové války. Do výzbroje armády USA byla zavedena v roce 1940. V průběhu války se tato houfnice stala nejvýznamnějším a nejpočetnějším polním dělem amerických ozbrojených sil. Dělostřelectvo pěší divize standardně disponovalo třemi prapory po 12 kusech M2A1.
Nejdříve byla nasazena do bojů na tichomořském bojišti, a posléze i na západní frontě. Byla užívána i později, v době válek v Koreji a ve Vietnamu.
Již za druhé světové války byly menší počty typu na základě zákona o půjčce a pronájmu poskytnuty také ozbrojeným silám spojeneckých zemí, například čínským a francouzským, a k jeho dalšímu mezinárodnímu rozšíření došlo v době studené války prostřednictvím programu MAP a později přímými prodeji. Do výzbroje jej zavedlo nejméně 67 zemí.

## Konstrukce
Houfnice má monoblokovou hlaveň, horizontální klínový závěr, hydropneumatické brzdovratné zařízení a rozevíratelnou dvouramennou lafetu s dvoukolým podvozkem, konstruovaným pro vlek za motorovým tahačem.

## Munice

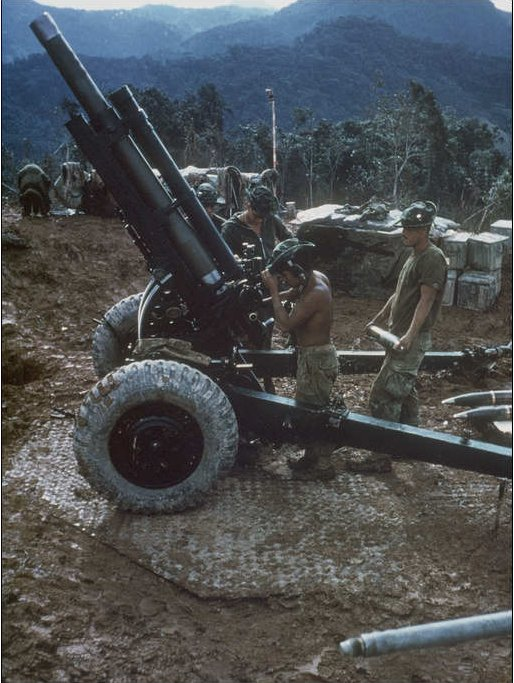
Houfnice M101 poskytující palebnou podporu v době války ve Vietnamu.

Ke střelbě mohou být užívány tyto druhy nábojů:
- tříštivotrhavé
- protitankové
  - kumulativní
  - podkaliberní
- zadýmovací
- osvětlovací
- chemické

## Samohybné lafetace
Houfnice, případně její specializovaná varianta označená M4, se v době druhé světové války i po jejím skončení stala základem výzbroje několika samohybných dělostřeleckých prostředků:
- M4(105) - varianta tanku Sherman pro poskytování palebné podpory.
- T19 105 mm Howitzer Motor Carriage - na bázi polopásového obrněného transportéru M3 Half-track.
- M7 Priest
- M37 105 mm Howitzer Motor Carriage